# Lodovico Brunetti
Lodovico Brunetti (Rovinj, 21. lipnja 1813. – Padova, 6. prosinca 1899.) talijanski je patoanatom. Vjerojatno je završio medicinu u Padovi te radio kao liječnik u Istri. Od 1855. godine do umirovljenja bio je profesor pri novoosnovanoj katedri patoanatomije u Padovi. Napisao je niz znanstvenih radova, konstruirao novi tip rahiotoma, instrumenta za sekciju kralježnice. Izradio je vlastitu metodu konzerviranja normalnoga i patološkoga animalnog tkiva – taninizaciju, pa su neki od tako konzerviranih anatomskih preparata bili izloženi na svjetskoj izložbi održane u Parizu 1867. godine, a čuvaju se i danas u gradskom muzeju u Padovi. Bavio se problematikom balzamiranja i spaljivanja leševa. Mnogo je brinuo i o nastavnom radu, o čemu svjedoči njegovo nastupno predavanje održano 16. travnja 1855. godine u Padovi, govor medicinarima na početku školske godine 1887./1888.; a nadasve priručnik za patološko-anatomsku razudbu od kojeg je 1881. objavljen samo prvi, propedeutički dio. Zauzimao se također da se sudsko-medicinske razudbe obavljaju javno i da njima prisustvuju studenti medicine. Bavio se i praktičnom medicinom. Godine 1885. sudjelovao je u suzbijanju kolere na Siciliji te napisao zapaženu raspravu o koleri. Potkraj života proučavao je fiziologiju opskrbe srca krvlju te razjasnio kako se mišićno tkivo zahvaljujući svomu valvularnom sustavu prehranjuje usprkos kontrakcijama.

## Djela
- Lettera ai suoi scolari sopra il suo nuovo rachiotomo e sui metodi di aprire lo speco vertebrale adottato presentemente dalla scuola di anatomia patologica in Padova con alcune osservazioni pratiche sul modo di esaminare il midollo spinale e risultati necroscopici sullo stesso nei pellagrosi. Padova 1863.
- Notice sur une nouvelle méthode de conservation macromicroscopique des pieces anatomiques, suivie d’un catalogue de ses diverses préparations anatomiques placées a l’exposition universelle de París en 1867. Paris 1867.
- La tannizzazione dei tessuti animali. Racheotomia anteriore e posteriore. Invaginamento intestinale. L’organo della parola. Padova 1878. * Manuale di anatomia patologica. Propedeutica, ossia guida per il dissettore al tavolo di sezione, 1. Padova 1881.
- Patti, considerazioni, conclusioni sul colera. Padova 1885.
- La tannizzazione dei tessuti animali che mi appartiene deve essere impiegata dagli anatomici e compresa dai patologhi. Padova 1888.
- L’organo valvolare regolatore della nutrizione del cuore e del muscolo animale della locomozione scoperto dal metodo di tannizzazione dei tessuti animali nell’estate del 1891. Padova 1893.
- Una legge anatomica: il tessuto contrattile si nutre, malgrado le sue contrazioni, perché v’ha l’organo valvotare che regola la sua nutrizione. Padova 1894.[1]

## Vanjske poveznice
- Lodovico Brunetti Hrvatska enciklopedija
- Lodovico Brunetti, Istrapedia
- Lodovico Brunneti, Treccani